# Grafikformat
Ein Grafikformat ist ein Dateiformat, das den Aufbau einer Bilddatei beschreibt.
Es gibt zahlreiche Grafikformate, von denen sich nur wenige im großen Maßstab durchsetzen konnten. Viele Grafikformate werden nur von wenigen Anwendungen unterstützt.
Es gibt sowohl Grafikformate für Raster- als auch für Vektorgrafiken. Einige Raster-Grafikformate unterstützen Bildkompression.

## Bildinformationen
Viele Grafikformate speichern Informationen zum Bild. Dazu gehören Kameradaten wie Belichtungszeit oder Blende, automatisch generierte Informationen wie Datum oder Aufnahmekoordinaten und Textfelder zur Beschreibung des Bildinhalts.
Beispiele:
JPG-Bildformat
Das JPEG File Interchange Format für Digitalfotos sieht ein Bild-Kommentartextfeld (COM) und ein Textfeld für Nutzungsrechte (APP14) vor. Falls JPG-Bilder geschachtelt sind (Vorschaubild), können auch die Textfelder mehrfach vorkommen. Üblicherweise legen Digitalkameras keine Informationen in JPG-Textfeldern ab, sondern wählen den Exif-Standard.
Exif
Exchangeable Image File Format ist ein Standardformat für das Abspeichern von Metadaten in digitalen Bildern, das insbesondere digitale Kleinbildkameras in JPEG-Dateien verwenden. Es handelt sich um technische Daten zur Aufnahme, wie Kamerahersteller und -modell, Linsentyp, Brennweite, Aufnahmezeit oder GPS-Daten. Als Textfelder sieht es vor: Author, Description (nur ASCII-Zeichen), UserCommen (Auswahl des Formats möglich, auch Unicode) und copyright.
IPTC
Einige technische und inhaltliche Inkonsistenzen von Exif versucht der IPTC-IIM-Standard zu beheben. Im Unterschied zu Exif werden vor allem Angaben zu Bildinhalt, den an der Bilderstellung beteiligten Personen und Anweisungen für den Umgang mit dem Bild erfasst, aber keine kameraspezifischen Daten wie Belichtungszeit oder Brennweite.
XMP
Insbesondere durch das Aufkommen von proprietären RAW-Bilddateien entstand das Problem, Beschreibungsdaten benutzerfreundlich abzulegen. Das Format Extensible Metadata Platform schreibt die Daten nicht mehr in die Bilddatei, sondern in eine eigene XML-basierte Textdatei. Bis auf die Dateiendung heißt sie genauso wie die Quelldatei und kann von Bildarchivierungsprogrammen verarbeitet werden.

## Liste von Dateiformaten für Rastergrafiken
Im Folgenden sind einige bekannte Bildformate für Rastergrafiken aufgelistet. Die bekanntesten und allgemein verbreitetsten Formate sind dabei farbig unterlegt.
| Gebräuchliche Dateiendung           | Name                                              | Aktuelle Version                        | Kodierungen | Kommentar |
| ----------------------------------- | ------------------------------------------------- | --------------------------------------- | --- | --- |
| .ami                                | Amica Paint                                       |                                         | | |
| .apx                                | Photopaint                                        |                                         | | |
| .avif                               | AV1 Image File Format (AVIF)                      |                                         | Bildformat, das mit AV1 codierte Einzelbilder oder Sequenzen enthält. | |
| .bmp                                | Windows Bitmap (BMP)                              | 5 (aber nur Version 3 ist gebräuchlich) | In der Version 3: 1, 4, 8, 16, 24 bit/px; kein Alphakanal; Unkomprimiert oder verlustfreie RLE-Komprimierung                                                                                                   | Kaum Verwendung im Internet. Grund: Die schwache Komprimierung führt zu erheblich größeren Dateien als bei Verwendung des GIF- oder des modernen PNG-Formats. Die meisten Programme können BMP trotzdem anzeigen. Ohne Komprimierung (als Rohdatenformat) öfter zum schnellen temporären Speichern und Laden eingesetzt. • MIME-Typ: image/bmp              |
| .bpg                                | Better Portable Graphics                          | 0.9.8                                   | Format HEVC Main 4:4:4 16 Still Picture mit bis zu 14 Bit Farbtiefe pro Kanal. Ähnlich JPEG-Format unterstützt BPG die Farbunterabtastungen 4:4:4, 4:2:2, und 4:2:0                                            | von HEVC abgeleitet und damit mit Patenten und dazu nötigen Lizenzen belastet |
| .brk                                | Brooktrout Fax                                    |                                         | | |
| .bw                                 | SGI Black & White                                 |                                         | | |
| .cal, .cals                         | CALS Raster                                       |                                         | | |
| .cbm                                | Fuzzum Beispiel tmap                              |                                         | | |
| .cbr                                | comic book reader                                 |                                         | | Kann mit einem Comic Book Reader geöffnet werden. Nach Änderung der Dateinamenserweiterung in .rar kann sie mit jedem herkömmlichen Rar öffnenden Programm gelesen werden. |
| .cbz                                | comic book reader zip                             |                                         | | Kann mit einem Comic Book Reader geöffnet werden. Nach Änderung der Dateinamenserweiterung in .zip kann sie mit jedem herkömmlichen Zip öffnenden Programm gelesen werden. |
| .cpt                                | Corel Photo-Paint                                 |                                         | | |
| .cur                                | Windows Cursor                                    |                                         | | Ähnlich den .ico (Windows Icon)-Dateien mit Klickposition des Mauszeigers |
| .dds                                | Direct Draw Surface                               |                                         | | |
| .dng                                | Digital Negative                                  |                                         | | Ein Rohdatenformat auf Basis von TIFF/EP mit dem Ziel, einen herstellerunabhängigen Standard zu schaffen |
| .exr                                | OpenEXR                                           |                                         | 16 Bit (Floating Point) und 32 Bit (Floating Point und Integer) pro Farbkanal | Ein von Industrial Light & Magic entwickeltes HDR-Format. |
| .fif                                | Fractal Image Format                              |                                         | | |
| .fpx                                | Kodak FlashPix                                    |                                         | 8, 24 bit/px; kein Alphakanal; JPEG-Komprimierung | |
| .fxo, .fxs                          | Winfax                                            |                                         | | |
| .gbr                                | GIMP Brush                                        |                                         | | |
| .gif (seltener: .giff)              | Graphics Interchange Format (GIF)                 | 89a                                     | In der Version 89a: 1 bis 8 bit/px; binäre Transparenz; LZW-Komprimierung | • Im Web weit verbreitet • Vorteil: GIF unterstützt auch einfache Animationen („Animiertes GIF“) und Transparenzen. • Nachteil: Nur 256 Farben, deshalb für Farbfotos schlecht geeignet. • MIME-Typen: image/gif, image/giff |
| .heic, .heif                        | High Efficiency Image File Format                 |                                         | | Flexibles Containerformat, das beispielsweise HEVC-codierte Bilder enthalten kann |
| .icns                               | Apple Icon Image                                  |                                         | | Bildschirmsymbol unter macOS |
| .ico                                | Windows Icon                                      |                                         | | Für kleine Piktogramme verwendet, im einfachsten Fall identisch Windows Bitmap (.bmp) |
| .iff                                | Maya IFF                                          | 7.0 (Maya Version)                      | • Verlustfrei • mit Alphakanal • mit Depthbuffer | • Für Alias Maya als Standard-Dateiformat für gerenderte Bilder verwendet |
| .ilbm, .lbm, .iff                   | Interchange File Format-Interleaved Bitmap (ILBM) |                                         | 1–8, 24 bit/px; kein Alphakanal; RLE-Komprimierung | • In Produkten von Electronic Arts verwendet |
| .img                                | GEM Paint                                         |                                         | | |
| .jbig2, .jb2                        | JBIG2                                             |                                         | Verlustfrei oder verlustbehaftet; 1 bit/px (Binärbild); unterstützt 2D-Wörterbücher, arithmetische, MMR- und Huffman-Kodierung                                                                                 | • Für eingescannte Dokumente und Bücher • Kommt am häufigsten eingebettet in PDF-Dokumenten zum Einsatz |
| .jp2, .jpc, .j2c, .j2k, .jpx        | JPEG 2000                                         |                                         | Verlustfrei oder verlustbehaftet; Alphakanal; JPEG-2000- oder verlustfreie Komprimierung | • Relativ neu • Hervorragende Ergebnisse für verlustbehaftete Komprimierung • MIME-Typen: image/jp2, image/jpeg2000 |
| .jpg (seltener: .jpeg, .jpe, .jfif) | JPEG File Interchange Format (JFIF)               | 1.02                                    | Meist verlustbehaftet; kein Alphakanal; Einbettung von Pfaden möglich; JPEG-Komprimierung | • Definiert verschiedene Untertypen, von denen nur wenige genutzt werden • Weitverbreitet für fotoähnliche Bilder • Meistens werden verlustbehaftete Untertypen verwendet • Diese sind ungeeignet für Text und harte Farbübergänge • MIME-Typen: image/jpg, image/jpeg                                                                                      |
| .jng                                | JPEG Network Graphics (JNG)                       |                                         | | Eine Kombination von JPEG-Bild und Alphakanal |
| .jxl                                | JPEG XL                                           |                                         | Verlustfrei oder verlustbehaftet; Alphakanal; | • Neuentwicklung als universelles Bildformat • Hervorragende Ergebnisse für verlustlose Komprimierung • MIME-Type: image/jxl |
| .jxr (häufiger: .wdp, .hdp)         | JPEG XR (HD Photo)                                |                                         | Verlustfrei oder verlustbehaftet; Alphakanal; biorthogonale Transformation | • Effizienz liegt zwischen der von JPEG und JPEG 2000 • Unterstützt sehr viele verschiedene Pixelformate mit unterschiedlichen Farbtiefen bis 32 bit • U.a. als Alternative zu RAW-Dateien oder zur Speicherung von HDR-Bildern geeignet |
| .kdc                                | Kodak Photo-Enhancer                              |                                         | | |
| .koa                                | Koala Paint                                       |                                         | | |
| .lbm                                | Amiga Interleaved Bitmap Format                   |                                         | | s. o. bei .ilbm |
| .lwf                                | LuraWave                                          |                                         | | |
| .lwi                                | Light Work Image                                  |                                         | | |
| .mac                                | MacPaint                                          |                                         | | |
| .miff                               | Magick Image File Format                          |                                         | verschiedene Formate | Das eigene Format von ImageMagick, welches alle Attribute unterstützt, die die Software kennt. |
| .msk                                | Corel PaintShop Pro Mask                          |                                         | | |
| .msp                                | Microsoft Paint                                   |                                         | 1 bit/px; kein Alphakanal; RLE-Komprimierung | • Später von BMP verdrängt, veraltet |
| .ncr                                | NCR G4                                            |                                         | | |
| .ngg                                | Nokia Group Graphic                               |                                         | | |
| .nlm                                | Nokia Logo                                        |                                         | | |
| .nmp                                | NeoPaint Mask                                     |                                         | | |
| .nol                                | Nokia Operator Logo                               |                                         | | |
| .oaz                                | OAZ Fax                                           |                                         | | |
| .oil                                | Open Image Library                                |                                         | | |
| .pat                                | Corel PaintShop Pro Pattern                       |                                         | | |
| .pbm                                | Portable Bitmap                                   |                                         | 1 bit/px; kein Alphakanal; Unkomprimiert | |
| .pcd                                | Kodak Photo CD                                    |                                         | | |
| .pct                                | Macintosh PICT                                    |                                         | | |
| .pcx                                | ZSoft Paintbrush                                  | 3.0                                     | In der Version 3.0: 1, 4, 8, 24 bit/px; kein Alphakanal; Unkomprimiert oder RLE | |
| .pdb, .pdd                          | Adobe PhotoDeluxe                                 |                                         | | |
| .pgf                                | Progressive Graphics File (PGF)                   | 6.12.24                                 | Verlustfrei oder verlustbehaftet; Alphakanal; mehrere Farbmodelle; unterschiedliche Bittiefen Progressiver Bildaufbau                                                                                          | • Als Ersatz für JPEG entwickelt • Basiert wie JPEG 2000 auf der Wavelet-Transformation, priorisiert jedoch Geschwindigkeit statt möglichst hoher Kompression • Kompressionsrate bei gleicher Bildqualität fast so gut wie JPEG 2000 und deutlich besser als JPEG                                                                                           |
| .pgm                                | Portable Graymap                                  |                                         | Beliebige Graustufen; kein Alphakanal; Unkomprimiert | |
| .pic                                | PC Paint                                          |                                         | | |
| .pld                                | PhotoLine Document                                |                                         | | |
| .png                                | Portable Network Graphics (PNG)                   | ISO/IEC 15948:2003                      | 1, 2, 4, 8, 16 Bit pro Farbkanal; 1, 2, 4, 8, 16-Bit-Alphakanal; Deflate-Komprimierung mit Vorfilterung | • Im Web weit verbreitet, aber in unterschiedlichem Maße von Anwendungen unterstützt • Leistungsfähige Alternative für Einzelbilder zu GIF • Animationsmöglichkeit mit MNG oder APNG • Transparenz möglich • Das allgemein empfohlene Format für verlustfreie Komprimierung von Bildern • MIME-Typ: image/png                                               |
| .pnm                                | Portable Anymap (PNM)                             |                                         | | Sammelbezeichnung für die Dateiformate Portable Bitmap, Portable Graymap und Portable Pixmap |
| .ppm                                | Portable Pixmap                                   |                                         | Beliebige Farbtiefe; kein Alphakanal; Unkomprimiert | |
| .psb                                | Photoshop Big                                     | CS (2003)                               | beliebige | • Alle Konzepte, Funktionen und Datenstrukturen sind gemäß der Spezifikation identisch zum PSD-Format, allerdings wird an einigen Stellen mehr Speicherplatz für Daten eingeräumt • Die maximale Höhe und Breite beträgt jeweils 300.000 Pixel |
| .psd                                | Photoshop Document                                | CS5.5, siehe bei CS3                    | beliebige | • Das von Adobe Photoshop verwendete Format • Speichert alle verwendeten Bilddaten, Informationen über Ebenen, Kanäle, Vektoren etc. verlustfrei • Dementsprechend relativ große Dateien. • Die maximale Höhe und Breite beträgt jeweils 30.000 Pixel. • Auch viele andere Programme können *.psd-Dateien lesen bzw. schreiben                              |
| .pspimage, .psp                     | Corel PaintShop Pro                               |                                         | | • Das von Corel PaintShop Pro verwendete Format • Speichert alle verwendeten Bilddaten, Informationen über Ebenen, Kanäle, Vektoren etc. verlustfrei • Dementsprechend relativ große Dateien |
| .qoi                                | Quite OK Image Format                             | 1.0                                     | | Besonders einfaches und schnelles Grafikformat mit verlustfreier Kompression |
| .qti, .qtif                         | QuickTime Image                                   |                                         | | |
| .ras                                | Sun Raster Format                                 |                                         | | Unkomprimiertes Bitmap-Format auf Sun Solaris und anderen Unix/Linux-Rechnern |
| .raw                                | RAW Graphics Format / Rohdatenformat              |                                         | | Sammelbezeichnung für (Bild-)Daten, die zu einer weiteren Verarbeitung vorgesehen sind |
| .rgb, .rgba, .sgi                   | SGI-Bilddatei                                     |                                         | | |
| .rle                                | Intergraph; Windows-Bitmap mit RLE-Kompression    |                                         | | Zur Unterscheidung von unkomprimierten Windows-Bitmaps trugen die (ohnehin vergleichsweise seltenen) komprimierten früher oft die Erweiterung RLE; heute ist das nicht mehr üblich. |
| .tga, .bpx, .icb, .pix              | Targa Image File                                  |                                         | 8, 15, 16, 24, 32 bit/px Alphakanal; Unkomprimiert oder RLE | • Wird aufgrund seines Alphakanals häufig in der Computerspiele-Industrie eingesetzt |
| .tif oder .tiff                     | Tagged Image File Format (TIFF)                   | 6.0                                     | 1, 4, 8, 24 bit/px; 1, 4, 8-Bit-Alphakanal; Komprimierung: PackBits, CCITT, LZW, JPEG, Vorfilterung Unterschiedliche Farbräume Einbettung von Pfaden möglich, 32 bit pro Kanal möglich, 4-GB-Grenze -> BigTiff | • Sehr vielseitig • Eine minimal unterstützte Teilmenge nennt sich „Baseline-TIFF“ • Wegen der Unterstützung des CMYK-Farbraums wird es in Druckereien in der Druckvorstufe verwendet. Hochauflösende Bilder werden deshalb von einigen Firmen und Organisationen zum Herunterladen (für die Presse) im Internet als TIFF angeboten. • MIME-Typ: image/tiff |
| .webp                               | WebP                                              | 1.0.0                                   | Verlustfrei oder verlustbehaftet; Alphakanal; | Abkömmling des Videoformats VP8, Schwesterprojekt von WebM |
| .xbm                                | X BitMap                                          |                                         | 1 Byte/Pixel, kein Alphakanal, keine Komprimierung | Datei liegt als direkt übersetzbarer Quelltext der Programmiersprache C vor |
| .xcf                                | GIMP-Bilddokument                                 |                                         | beliebige | • Das von GIMP verwendete Dateiformat. • Ist in der Lage, Ebenen, deren Verknüpfungen zu einem Gesamtbild und verschiedene Objekte wie etwa Textstellen zu speichern. • Ideal zum späteren Nachbearbeiten, da mit GIMP erstellte Bilder normalerweise in Ebenen und Objekte getrennt vorliegen.                                                             |
| .xpm                                | X Pixmap Format                                   |                                         | 8, 16 oder 32 bit/px, binärer Alphakanal (Maske), keine Komprimierung | Datei liegt als direkt übersetzbarer Quelltext der Programmiersprache C vor |

## Liste von Dateiformaten für 2D-Vektorgrafiken
Im Folgenden sind einige bekannte Grafikformate für 2D-Vektorgrafiken aufgelistet. Die bekanntesten und allgemein verbreitetsten Formate sind dabei farbig unterlegt.
| Gebräuchliche Dateiendung    | Name                                     | Aktuelle Version                                         | Kommentar |
| ---------------------------- | ---------------------------------------- | -------------------------------------------------------- | --- |
| .ai                          | Adobe Illustrator                        |                                                          | |
| .cdr                         | CorelDRAW                                |                                                          | |
| .cgm                         | Computer Graphics Metafile               | ISO/IEC 8632:1999, 2nd Edition, 2010 (ISO/IEC JTC1/SC24) | Ein vektorbasiertes Grafikformat zur Beschreibung von 2D-Grafiken, ähnlich PostScript, PDF oder EPS. Es enthält typischerweise Informationen über Polygone, Linien und Text mit Eigenschaften wie Farbe und Größe. Genormt als ISO/IEC-Standard Norm 8632.                                                 |
| .cmx                         | Corel Metafile Exchange                  |                                                          | |
| .des                         | Corel Designer                           |                                                          | |
| .design                      | Microsoft Expression Design              |                                                          | |
| .dgn                         | MicroStation                             |                                                          | |
| .dvg                         | Design Vektor Grafik                     |                                                          | |
| .dwg                         | AutoCAD                                  |                                                          | |
| .dwf                         | AutoCAD                                  |                                                          | |
| .dxf                         | Drawing Interchange Format               |                                                          | Industriestandard für Vektorgrafiken; Auch für 3D-Modelle geeignet |
| .emf                         | Windows Enhanced Metafile                |                                                          | erweitertes wmf mit 32-Bit-Format: mit Bezierkurven und auf 32 Bit Datenraum erweitert. |
| .eps                         | Encapsulated PostScript (EPS)            |                                                          | |
| .fhX                         | Macromedia Freehand (X = Versionsnummer) |                                                          | |
| .fig                         | Xfig                                     |                                                          | |
| .gbr, .ger                   | Gerber-Format                            | RS-274X Extended Gerber                                  | Quasi-Standard für Leiterplatten Daten, einfaches bi-level format, ASCII |
| .gem                         | Digital Research GEM Paint               |                                                          | Das GEM-Format wird von Anwendungen wie Ventura Publisher, GEM Draw, GEM Scan und GEM Paint benutzt. Unter der Standard-Betriebsumgebung GEM auf dem Atari ST wurde das GEM-Format von den meisten grafischen Anwendungen unterstützt.                                                                     |
| .geo                         | GeoPaint                                 |                                                          | |
| .mba                         | MB-Austauschformat                       |                                                          | |
| .met                         | PM Metafile                              |                                                          | 16-Bit-Format von IBM und Microsoft für OS/2 |
| .odg                         | OpenDocument-Zeichnung                   | 1.3                                                      | erstellt mit Draw der OpenOffice.org Suite |
| .pgf, .tikz                  | PGF/TikZ                                 | 3.1.5b                                                   | zurzeit nur in LaTeX, ConTeXt und TeX implementierte, sehr gut (englisch) dokumentierte Programmiersprache zum Erstellen verschiedenster Vektorgrafiken (.pdf und .eps). |
| .plt, .hpg, .hp2, .pl2, .prn | Hewlett-Packard graphic language         |                                                          | |
| .ps                          | PostScript                               | 3                                                        | |
| .rvt                         | Revit                                    |                                                          | |
| .svg                         | Scalable Vector Graphics                 | 2                                                        | • Für das World Wide Web entworfen. • Verbreitung nimmt langsam zu, weil neue Webbrowser das Format meistens standardmäßig unterstützen und Suchmaschinen die Grafiken mittlerweile erkennen • MIME-Typ: image/svg+xml                                                                                     |
| .swf                         | Shockwave Flash                          |                                                          | • Standard Grafik- und Animationsformat von Flash. • kann Animationen, Ton und Videos enthalten • streambar • Benötigt Webbrowser-Plug-in. Aktuelle Browser unterstützen diese jedoch nicht mehr. • Entwicklung und Vertrieb von Flash und dem Flash Player wurden 2020 eingestellt. • MIME-Typ: image/swf |
| .sxd                         | OpenOffice.org-1.0-Zeichnung             |                                                          | • veraltet ab Version 2.0 von OpenOffice.org • abgelöst durch .odg |
| .tvg                         | TinyVG                                   |                                                          | binäre, einfachere Alternative zu SVG |
| .tvz                         | ThouVis-Zeichnung                        |                                                          | • Format für das 2D-CAD-Programm ThouVis. Vektorengrafik mit integrierbaren Texte, Bitmaps und Windows Metafile |
| .wmf                         | Windows Metafile                         |                                                          | 16-Bit-Format, Vorgänger von EMF, MIME-Typ: image/wmf |
| .xaml                        | XAML                                     |                                                          | Ein auf XML basierendes Format, das hauptsächlich zur Beschreibung von Benutzeroberflächen Verwendung findet |
| .xar                         | Xara Xtreme                              |                                                          | offenes, verlustfrei komprimierendes Vektorgrafikformat mit Unterstützung für Vektor-Transparenz |
| (keine)                      | Vector Markup Language (VML)             |                                                          | • Wird direkt in HTML eingebettet • Microsoft Office Programme nutzen das Format beim Export als Webseite • Entwickler: Autodesk, HP, Macromedia und Microsoft • Standards: ECMA-376 und ISO/IEC 29500:2008                                                                                                |

## Liste von Dateiformaten für 3D-Vektorgrafiken (3D-Modelle)
Im Folgenden sind einige bekannte Grafikformate für 3D-Vektorgrafiken aufgelistet.
| Gebräuchliche Dateiendung | Name                                                   | Aktuelle Version | Kommentar |
| ------------------------- | ------------------------------------------------------ | ---------------- | --- |
| .blend                    | Blender-Datei                                          |                  | Standard-Speicherung für 3D-Vektorgrafiken des Programms Blender |
| .dxf                      | Drawing Interchange Format                             |                  | aus 2D-Format entstanden |
| .igs                      | Initial Graphics Exchange Specification (IGES)         |                  | |
| .stl                      | Stereolithografieformat                                |                  | Das STL-Format findet vorwiegend im einfachen 3D-Druck Verwendung. Es beschreibt Körperoberflächen ausschließlich durch Dreiecke. |
| .stp                      | Standard for the Exchange of Product Model Data (STEP) |                  | STEP ist ein ISO-Standard. Im eigentlichen Sinn ist es kein Grafikstandard, sondern dient der Produktmodellierung; im Part 42 sind Rahmenbedingungen für geometrische Objekte spezifiziert. Wenn das modellierte Produkt geometrisch dargestellt werden kann, kann hieraus eine Vektorgrafik generiert werden. |
| .sat                      | ACIS-Textdatei (ACIS)                                  |                  | ACIS ist ein 3D-CAD-Volumenmodellierkernel der Spatial Corporation. |
| .wrl, .wrz                | Virtual Reality Modeling Language (VRML)               |                  | „world“-Datei komprimiert (gzip): .wrz |

## Liste von Dateiformaten für spezielle Anwendungen
Im Folgenden werden spezielle Dateiformate aufgelistet.
| Gebräuchliche Dateiendung | Name                                   | Aktuelle Version | Kommentar |
| ------------------------- | -------------------------------------- | ---------------- | --- |
| .fits, .fit, .fts         | Flexible Image Transport System (FITS) | 3.0 / Juli 2008  | Dateiformat zum Speichern, Transportieren und Manipulieren von wissenschaftlichen und anderen Bildern. FITS ist das meistbenutzte digitale Dateiformat in der Astronomie. |